# Camp de Hamburg-Hammerbrook (II. SS-Baubrigade)
 (octobre 2024).
Si vous disposez d'ouvrages ou d'articles de référence ou si vous connaissez des sites web de qualité traitant du thème abordé ici, merci de compléter l'article en donnant les références utiles à sa vérifiabilité et en les liant à la section « Notes et références ».
Le camp de Hamburg-Hammerbrook est une unité de travail forcé relevant de la II. SS-Baubrigade, dépendant du camp de concentration de Neuengamme, située sur le port de Hambourg et mise à la disposition de la ville après les bombardements alliés pour y effectuer des travaux de déblaiement.

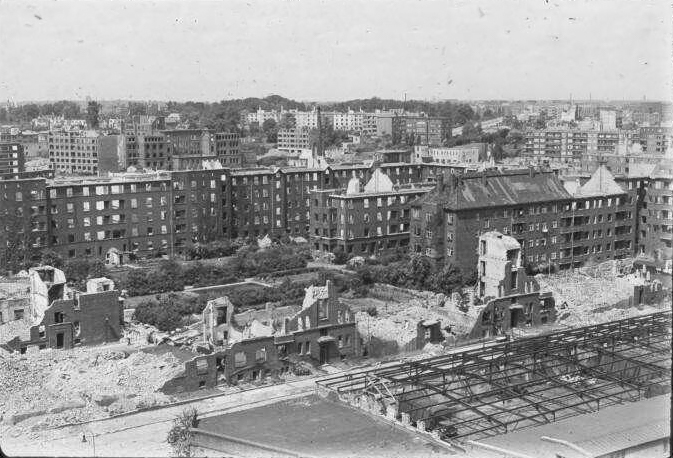
Les décombres du quartier Hammerbrook après les bombardements alliés.

## Création
Alors qu'elle ont été conçues pour soutenir l'effort de construction dans les territoires conquis par le Reich, les bombardements alliés sur l’ouest et le nord-ouest de l'Allemagne réorientent les SS-Baubrigaden  vers des missions de déblaiement des décombres, de recherche de cadavres et de déminage. Elles relèvent la plupart du temps de l’administration concentrationnaire la plus proche de leurs lieux de travail.
Le 7 août 1943, à  la suite des bombardements alliés sur Hambourg (24 juillet-2 août 1943), le quartier général de la II. SS-Baubrigade est transféré de Brême à Hambourg.
À Hammerbrook, les 930 détenus de la II. SS-Baubrigade sont d'abord logés dans un bunker de la Süderstrasse, puis dans l’école primaire de la rue Brackdamm.

## Travail forcé
Le travail des déportés consiste à déblayer les décombres des quartiers sinistrés de Hammerbrook, Hamm-Süd et Rothenburgsort. Ils sont aussi chargés du dégagement et de l'ensevelissement des cadavres dans le cimetière d’Ohlsdorf.
Le camp est placé sous la responsabilité du SS-Hauptsturmführer Weigel. Les gardiens sont recrutés dans la police.

## Transfert
En avril 1944, la II. SS-Baubrigade se retire à Berlin et passe alors sous la coupe de Sachsenhausen.